# Gabapentin
Il  gabapentin  è il nome del principio attivo indicato specificamente nel dolore post-erpetico e nell'epilessia parziale resistente alle terapie standard.
 È un farmaco analgesico e anticonvulsivante. Viene usato off-label per il dolore neuropatico, i disturbi del movimento, la fibromialgia (non approvato ufficialmente dalla FDA a differenza del pregabalin), e altre problematiche.
Viene commercializzato sotto vari nomi, tra cui Neurontin (Pfizer). È un farmaco generico dal 2004.

## Meccanismo d'azione
Il gabapentin si lega ai canali del calcio voltaggio dipendente diminuendo l'attività di numerosi neurotrasmettitori come glutammato, noradrenalina, sostanza P ed amplificando l'attività del neurotrasmettitore GABA aumentandone la concentrazione intersinaptica. È attivo inoltre sull'attività GABAergica non sinaptica.

## Indicazioni
Si usa in una vasta gamma di indicazioni; ma le indicazioni approvate sono: (Citato l'RCP):
* terapia adiuvante per l'epilessia parziale con o senza episodi di convulsioni secondarie generalizzate in pazienti refrattari agli antiepilettici standard
* trattamento sintomatico delle nevralgie posterpetiche.
Il dolore neuropatico in generale, di cui la nevralgia posterpetica è una specifica istanza, non rientra tra le indicazioni esplicitamente approvate dall'AIFA per il gabapentin.
È inoltre curabile il dolore neuropatico periferico e mialgico causato da complicanze dell'algodistrofia (detta anche distrofia simpatica riflessa o sindrome dolorosa regionale complessa)

### Off-label
- dolore neuropatico (Linee Guida)[11][12][13]; (metanalisi)[6][14][15][16][17][18], da neuropatia periferica o altre malattie neurologiche o affezioni del sistema nervoso;

In una Cochrane review del 2005 si conferma l'utilità del gabapentin nel dolore neuropatico, ma l'efficacia dello stesso nel dolore acuto resta da documentare meglio.
- dolore post-operatorio (metanalisi)[14];[20][21][22][23]
- disturbo d'ansia generalizzato e altri disturbi d'ansia(Linee Guida e Metanalisi)[24][25][26]
- sindrome delle gambe senza riposo o RLS (restless legs syndrome)[27][28][29][30][31], disturbi del movimento (tra cui gli spasmi dolorosi della sclerosi multipla[32], l'ipereccitabilità dei nervi periferici, il mioclono, la miotonia e il tremore[33]);
- emicrania[34][35][36][37][38]
- vampate dovute a menopausali[39][40][41][42][43][44] e non[42][45][46][47].
- alcuni psichiatri usano prescriverlo per il trattamento del disturbo depressivo e del disturbo bipolare[34][37][48][49][50], come stabilizzatore d'umore[51][52], in sostituzione di terapie con maggiori effetti collaterali; allo stato attuale tale uso appare controverso[53]. Ma studi recenti hanno riscontrato che il gabapentin non è più efficace del placebo ed in uno studio addirittura risulta essere meno efficace[54]
- dolore cronico, reumatico e articolare, sciatalgia, radicolite, dolore da sindrome da compressione nervosa, fibromialgia[55]

Uno studio del 1999 valuta l'uso del gabapentin nel bruxismo.

## Controindicazioni
Ipersensibilità a gabapentin (principio attivo) o a qualsiasi altro eccipiente.

## Dosaggi
- Epilessia, 300 mg una volta al giorno, per i primi giorni poi adeguare il dosaggio a seconda del caso
- Dolore neuropatico, 300 mg al giorno (dose massima 3,6 g al giorno)

## Avvertenze
Suicidio/ideazione di suicidio: l'assunzione di farmaci antiepilettici, tra cui gabapentin, per il trattamento di crisi convulsive, disordini psichiatrici, dolore neuropatico o altri disturbi può determinare un aumento del rischio di suicidio nei pazienti o l'insorgere di idee e comportamenti suicidari. Il confronto con il topiramato ha evidenziato un aumento del rischio di suicidio associato a gabapentin (hazard ratio 1,42). Monitorare eventuali segni o sintomi riconducibili a idee suicidarie; in base alla gravità dei sintomi può essere necessario ridurre o sospendere l'assunzione di gabapentin.
Interazioni con morfina: l'assunzione di gabapentin in seguito a somministrazione di morfina a rilascio prolungato determina un aumento della concentrazione plasmatica del farmaco antiepilettico. Monitorare il paziente e, in caso di insorgenza di effetti collaterali a livello del sistema nervoso centrale, ridurre opportunamente le dosi di gabapentin e di morfina.
Epatite: in letteratura sono riportati casi di epatite e ittero colestatico associati al trattamento con gabapentin. Si consiglia di monitorare i valori di ALT e AST sia prima che durante la terapia per individuare un eventuale danno a livello epatico
Disturbi della vista: in letteratura è riportata una segnalazione di restrizione del campo visivo associata a terapia con gabapentin, reversibile con la sospensione del farmaco. In caso di insorgenza di gravi disturbi della vista, ridurre il dosaggio di gabapentin o sospendere la somministrazione del farmaco
Disordini del movimento: in letteratura sono riportate due segnalazioni di disordini del movimento associati a gabapentin, che si sono risolti in seguito ad interruzione della terapia.
Morte improvvisa: nel corso degli studi clinici pre-marketing si sono verificati alcuni episodi di morte cardiaca improvvisa tra i pazienti in trattamento per l'epilessia con gabapentin. L'incidenza di tali eventi è risultata essere simile all'incidenza riscontrata sia nei pazienti in terapia con altri farmaci anticonvulsivanti, che nei pazienti epilettici non trattati. In questi casi non è stata comunque stabilita una relazione diretta di causalità con il trattamento a base di gabapentin.
Interazioni con l'allattamento: sono disponibili dati limitati riguardanti l'assunzione di gabapentin durante l'allattamento. La quantità di gabapentin presente nel latte materno risulta essere minore rispetto alla quantità di farmaco a cui il neonato viene esposto durante la gravidanza. La dose di gabapentin assunta dal bambino durante l'allattamento non sembra causare effetti avversi. La terapia antiepilettica nella madre non può essere sospesa per evitare l'insorgenza di fenomeni convulsivi; si raccomanda quindi di assumere la minima dose efficace di gabapentin per evitare fenomeni di accumulo nel bambino, poiché l'eliminazione del farmaco per via renale risulta minore rispetto ai pazienti adulti. Se possibile preferire l'assunzione di gabapentin in monoterapia. Si raccomanda comunque il monitoraggio di segni e/o sintomi riconducibili ad una eventuale tossicità del farmaco.

## Effetti indesiderati
Sconsigliato l'uso prolungato per gli effetti avversi e in soggetti con insufficienza renale e diabete mellito. Per quanto riguarda la somministrazione agli anziani questa può avvenire con dosaggi ridotti. Fra gli effetti collaterali si sono riscontrati anche diversi effetti paradossi. Tra gli effetti indesiderati: sonnolenza (comune), cefalea, nausea, vertigini, aumento di peso, disartrie, artralgie, diplopia, parestesie, mialgia, dolore toracico, porpora, atassia, amnesia, astenia, pancreatite, trombocitopenia, impotenza, leucopenia, dispepsia, vomito, dispnea.

## Interazioni
Fenobarbital, fenitoina, acido valproico, tramadolo o carbamazepina non interagiscono con il gabapentin; inoltre, gabapentin non influenza i contraccettivi a base di noretisterone e/o etinilestradiolo. Non è influenzato, inoltre, l'assorbimento del farmaco dal cibo. Per tutti questi motivi il gabapentin è molto maneggevole nell'uso.